# Riečka
Riečka es un municipio del distrito de Banská Bystrica en la región de Banská Bystrica, Eslovaquia, con una población estimada a final del año 2024 de 868 habitantes.
Se encuentra ubicado en la zona centro-norte de la región, cerca del río Hron —un afluente izquierdo del Danubio— y de la frontera con la región de Žilina.

## Demografía
| Año        | 1994 | 2004     | 2014     | 2024     |
| ---------- | ---- | -------- | -------- | -------- |
| Población  | 522  | 604      | 764      | 868      |
| Diferencia |      | +15,70 % | +26,49 % | +13,61 % |

| Año        | 2023 | 2024    |
| ---------- | ---- | ------- |
| Población  | 873  | 868     |
| Diferencia |      | −0,57 % |